# Евгения Марс
Евгения Павлова Бончева, повече известна с псевдонима си Евгения Марс, е българска писателка, преводачка и общественичка. Позната е като вдъхновителка на Иван Вазов.

## Биография

### Ранни години
Ражда се в семейство на търговец и учителка на 25 август 1877 г. Нейни родители са Павел Бончев и Екатерина Бончева, а неин родственик по бащина линия е оперният певец и педагог Христо Бръмбаров.
Първоначално семейството ѝ живее в Самоков, после се преселва в София. Тя учи в Първа софийска държавна девическа гимназия до 1895 г.
Нейното образование трябвало да продължи в Загреб, но е осуетено от ранния ѝ годеж. На 28 май 1895 г. ненавършилата 18 години Бончева се омъжва за 34-годишния зъболекар д-р Михаил Елмазов. На двойката се раждат 2 синове – Владимир и Павел. Синът им Павел Елмазов става известен оперен певец в Софийската опера.
Избрана е за председателка на Съюза на българските жени в изкуството и културата през 1927 г.

### Късни години
През 1940-те години писателката страда от сърдечни проблеми. Умира от миокардит на 26 септември 1945 година.

## Памет
На Евгения Марс е наречена улица в квартал „Драгалевци“ в София (Карта).

## Творчество
- „Из живота“ (1906, сборник с разкази)
- „Лунна нощ. Разходка из Цариград“ (1909, сборник с разкази)
- „Божана'“ (1912, драма)
- „Магда'“ (1918, драма)
- „Белите нарциси“ (1924, сборник с разкази)
- „Полувековна България 1878 – 1928“ (1929, енциклопедичен алманах)
- „Човекът в дрипи“ (1935, сборник с разкази)